# USAC-Saison 1971

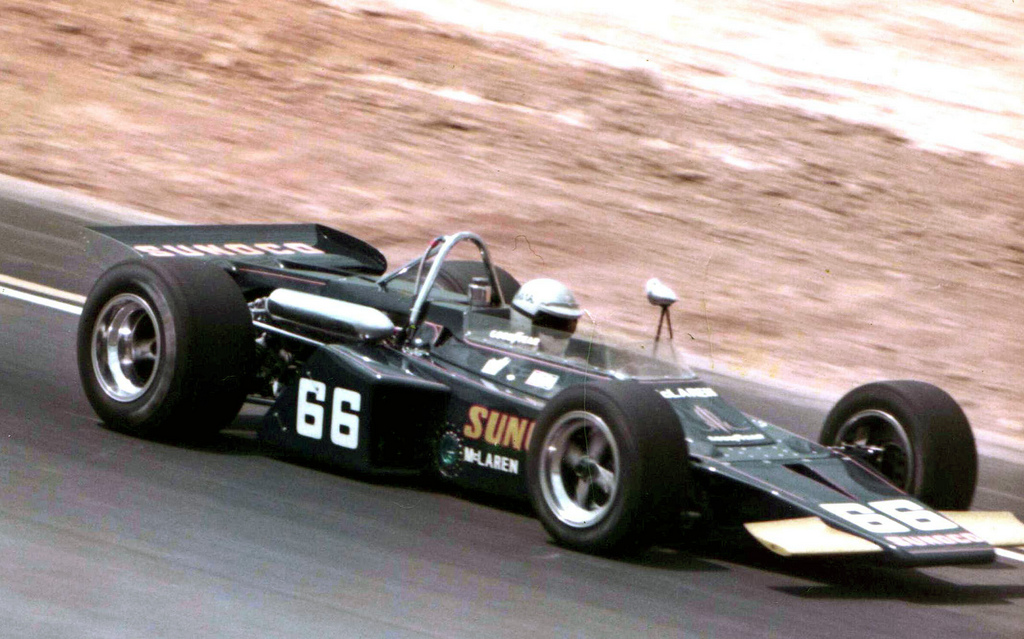
Mark Donohue auf dem Pocono International Raceway

Die USAC-Saison 1971 war die 50. Meisterschaftssaison im US-amerikanischen Formelsport. Sie begann am 28. Februar in Rafaela und endete am 23. Oktober in Phoenix. Joe Leonard sicherte sich den Titel. 1971 wurde nur noch auf asphaltierten Ovalen gefahren und vom USAC zwei neue Meisterschaften geschaffen – eine für unbefestigte Ovale und eine für Straßenkurse. Von den geplanten acht bis zehn Rennen der Straßenkursmeisterschaft fanden nur zwei Rennen an einem Tag statt.

## Rennergebnisse
| Nr. | Datum         | Veranstaltung (Rennstrecke)                                      | Meilen  | Sieger       | Sieger       | Siegerteam          |
| --- | ------------- | ---------------------------------------------------------------- | ------- | ------------ | ------------ | ------------------- |
| 1   | 28. Februar   | Rafaela Indy 300 (Autódromo Ciudad de Rafaela)                   | 152,322 | Lauf 1       | Al Unser     | Colt-Ford           |
| 2   | 28. Februar   | Rafaela Indy 300 (Autódromo Ciudad de Rafaela)                   | 152,322 | Lauf 2       | Al Unser     | Colt-Ford           |
| 3   | 27. März      | Jimmy Bryan 150 (Phoenix International Raceway)                  | 150     | Al Unser     | Al Unser     | Colt-Ford           |
| 4   | 25. April     | Trenton 200 (Trenton International Speedway)                     | 201     | Mike Mosley  | Mike Mosley  | Watson-Ford         |
| 5   | 29. Mai       | International 500 Mile Sweepstakes (Indianapolis Motor Speedway) | 500     | Al Unser     | Al Unser     | Colt-Ford           |
| 6   | 06. Juni      | Rex Mays Classic (The Milwaukee Mile)                            | 150     | Al Unser     | Al Unser     | Colt-Ford           |
| 7   | 03. Juli      | Schaefer 500 (Pocono International Raceway)                      | 500     | Mark Donohue | Mark Donohue | McLaren-Offenhauser |
| 8   | 18. Juli      | Michigan 200 (Michigan International Speedway)                   | 200     | Mark Donohue | Mark Donohue | McLaren-Offenhauser |
| 9   | 15. August    | Tony Bettenhausen 200 (The Milwaukee Mile)                       | 200     | Bobby Unser  | Bobby Unser  | Eagle-Offenhauser   |
| 10  | 05. September | California 500 (Ontario Motor Speedway)                          | 500     | Joe Leonard  | Joe Leonard  | Colt-Ford           |
| 11  | 03. Oktober   | Marlboro 300 (Trenton International Speedway)                    | 300     | Bobby Unser  | Bobby Unser  | Eagle-Offenhauser   |
| 12  | 23. Oktober   | Bobby Ball 150 (Phoenix International Raceway)                   | 150     | A. J. Foyt   | A. J. Foyt   | Coyote-Ford         |

## Fahrer-Meisterschaft (Top 10)
| 1. | Joe Leonard      | 3015 |
| 2. | A.J. Foyt        | 2320 |
| 3. | Bill Vukovich II | 2250 |
| 4. | Al Unser         | 2200 |
| 5. | Lloyd Ruby       | 1830 |

| 6.  | Bobby Unser          | 1805 |
| 7.  | Gary Bettenhausen    | 1800 |
| 8.  | Mark Donohue         | 1760 |
| 9.  | Mario Andretti       | 1370 |
| 10. | Wally Dallenbach sr. | 1220 |